# Narendra Modi
Narendra Damodardas Modi (pronúncia em inglês: [ˈnəɾendɾə dɑmodəɾˈdɑs ˈmodiː]; Vadnagar, 17 de setembro de 1950) é um político indiano que serve como o 14º primeiro-ministro de seu país desde maio de 2014. Modi foi o Ministro-Chefe de Gujarat de 2001 a 2014 e é o Membro do Parlamento (MP) para Varanasi, como membro do Partido do Povo Indiano. Ele é o primeiro-ministro mais antigo fora do Congresso Nacional Indiano.
Foi eleito primeiro-ministro da Índia em 16 de maio de 2014, com seu partido conquistando a maioria das cadeiras do parlamento (275 das 543 cadeiras) e pela primeira vez desde 1984, a população indiana entrega o poder a um único partido. Modi focou sua campanha em 2014 no combate à corrupção e no desenvolvimento econômico e em 2019, ele se voltou para o nacionalismo hindu e desenvolvimentismo. Ele também deu atenção a questões de política externa, algo relativamente incomum para políticos indianos. Assim, com resultados positivos, Modi e seu partido não tiveram dificuldade em se manter no cargo por mais cinco anos.
Eleito inicialmente como um moderado, Modi acabou dando uma guinada para a direita durante seu governo. Ele passou a adotar políticas nacionalistas e de apoio à maioria hindu, em detrimento das minorias do país (especialmente os muçulmanos). Sua postura centralizadora e de certo desdém pelas instituições políticas indianas fizeram com que vários comentaristas políticos apontassem um potencial declínio da robustez da democracia no país.

## Biografia
Narendra Damodardas Modi nasceu em 17 de setembro de 1950 em uma família de merceeiros das castas "Ghanchi" e "Teli", da cidade de Vadnagar. Foi o  terceiro de seis filhos de Damodardas Mulchand Modi e sua esposa Heeraben Modi. Narendra ajudava seu pai a vender seus produtos na estação ferroviária de Vadnagar e ainda jovem montou uma barraca de chá com seu irmão. Em 1967, completou seus estudos em Vadnagar, onde uma professora o descreveu como "um aluno comum, mas ótimo debatedor".
Seu interesse por teatro influenciou a forma como se envolve na atuação política. Aos oito anos de idade, Modi começou a frequentar aulas dos shakhas locais, onde conheceria seu mentor político, Lakshmanrao Inamdar, que o iniciou como um balswayamsevak. Durante suas sessões de exercícios matinais, conheceu os líderes Vasant Gajendragadkar e Nathalal Jaghda, fundadores do diretório estadual do Partido Bharatiya Janata.
Os pais de Modi fizeram um acordo sobre seu casamento quando ainda era criança, mantendo as tradições milenares da casta Ghanchi. Aos 18 anos casou-se com Jashodaben Chimanlal, porém passaram pouco tempo juntos por conta das viagens de Modi e o casamento nunca foi consumado. Modi manteve seu casamento em segredo durante a maior parte de sua carreira política, tendo revelado o fato somente nas eleições gerais de 2014, por conta da informação de seus dados pessoais.
Em 1978, Modi graduou-se em Ciência política pela Universidade de Délhi e em 1983, concluiu sua prós-graduação pela Universidade de Gujarat.

### Ministério do Gujarat (2001–2014)
Em 2001, diante das novas eleições, a popularidade de Keshubhai Patel decaiu consideravelmente por conta das acusações de abuso de poder e corrução, além das críticas à forma como seu governo estava lidando com o terremoto que afetou a região em janeiro. Diante dessa situação, o BJP anunciou Narendra Modi novo candidato ao governo regional, mas L. K. Advani, um dos membros tradicionais do partido, manifestou sua negativa em apoiar Modi como candidato, alegando sua "falta de experiência" em administração pública. O partido ofereceu a Modi o cargo de Vice-Mininistro-chefe do Guajarat, o que ele primeiramente recusou,  mas, em 3 de outubro de 2011, foi nomeado substituto de Patel como Ministro-chefe de Gujarat, com a responsabilidade de levar o partido às eleições em dezembro do ano seguinte.
Após centenas de atos de violência em 2002, os partidos de oposição exigiram a renúncia de Modi perante o Parlamento indiano, e em 19 de julho de 2002, reuniu-se com seu gabinete, entregou o cargo ao Governador do Gujarat, S. S. Bhandari, e a assembleia foi dissolvida. Nas eleições seguintes, o BJP, liderado por Modi, obteve 127 dos 182 assentos no Parlamento, com uma campanha que usou significativamente a retórica anti-islâmica, embora tenha negado o fato posteriormente e, dessa forma, em dezembro de 2002, foi empossado Ministro-chefe do Governo Bhandari para seu segundo mandato.

### Primeiro-ministro (2014–presente)

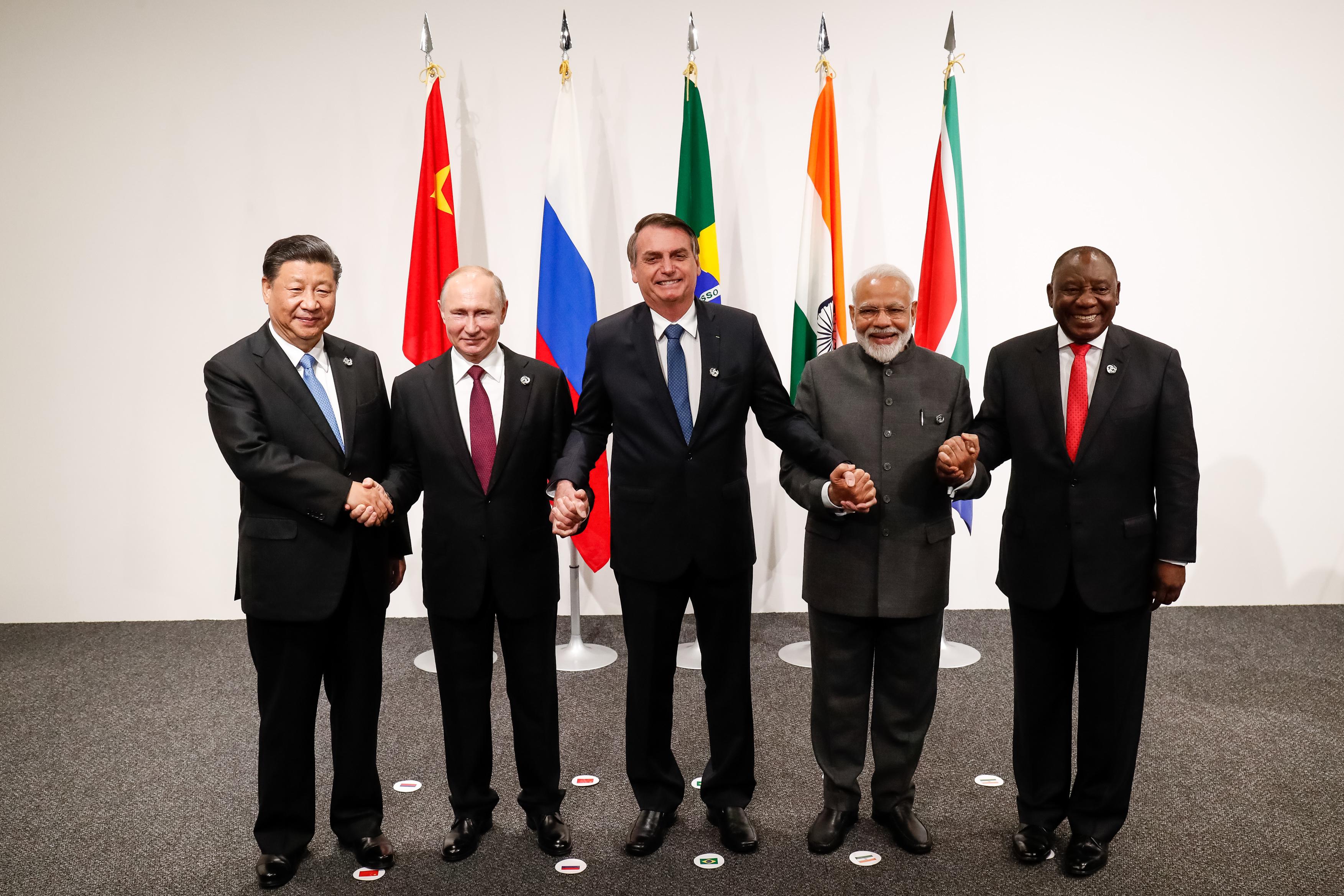
Modi com líderes dos BRICS em 2019.

Narendra Modi tomou posse como Primeiro-ministro em 26 de maio de 2014, numa cerimônia no Rastrapati Bhavan, como o primeiro primeiro-ministro indiano nascido após a Independência do país. Todos os líderes do SAARC foram convidados para a cerimônia de posse, incluindo o presidente afegão Hamid Karzai e o premiê nepalês Sushil Koirala. O primeiro gabinete de governo formado por Modi consistia em 45 ministros, número consideravelmente menor do que os 70 ministros do governo anterior.
Nos primeiros oito anos do governo Modi, o PIB da Índia cresceu a uma taxa média de 5,5%, em comparação com a taxa de 7,03% do governo anterior. A desigualdade social e de renda aumentou, assim como a taxa de desemprego, ao ponto do Ministério do Trabalho já não fornecer mais estatísticas. Como indicativo da situação do desemprego, em 2018, a empresa ferroviária nacional recebeu 19 milhões de candidaturas para 63.000 posições em aberto. Os sectores bancário e ferroviário começaram a ser privatizados e os orçamentos já muito baixos para a saúde e a educação (respectivamente 1,2% e 0,6% do PIB) foram reduzidos, bem como outras despesas sociais: subsídios à empregabilidade, dotações para cantinas escolares, planos de acesso à água potável. No que diz respeito ao Direito do Trabalho (Leis trabalhistas), as alterações aprovadas em 2018 limitaram ainda mais as atividades sindicais e tenderiam a facilitar as demissões e a alargar o horário de trabalho semanal dos trabalhadores.
Após as eleições de 2019, Modi adotou uma postura mais conservadora e passou a defender ideais de nacionalismo hindu, e apoiou a passagem de uma nova Lei de Cidadania, que segundo vários grupos de direitos humanos, mirava especialmente a minoria muçulmana da Índia. Essas medidas, que muitos veem como parte de uma política exclusitória, gerou vários protestos pelo país. Na política externa, Modi revogou os status especiais das regiões de Jammu e Caxemira, levando a uma nova crise com o Paquistão e gerando mal-estar na comunidade internacional.
Em 2021, a pandemia de COVID-19 devastou a Índia, com uma das maiores taxas de infecção, transmissão e mortes no mundo. O governo Modi foi acusado de incompetência e não fazer muito para aliviar o sofrimento da nação, que carecia de meios para enfrentar a crise. Como consequência, a popularidade de Modi, que sempre fora alta, começou a declinar.
No governo Modi, as instituições democráticas indianas se deterioraram, com o aumento da retórica nacionalista hindu e concentrando mais autoridade em suas mãos.

## Personalidade e imagem
Modi é um adepto do vegetarianismo, possui estilo de vida frugal, sendo também visto como workaholic e de personalidade introvertida. Somini Sengupta escreveu para o The New York Times que "Modi têm procurado assiduamente reinventar a si mesmo a partir de um mascote desalinhado do nacionalismo hindu" para chegar a parecer "um administrador decisivo de estilo corporativo". Dessa forma, emerge como um político experiente para a imprensa internacional, sendo que desde setembro de 2014 é o segundo líder político mais seguido na rede social Twitter com mais de 6 milhões de seguidores. Tornou-se o primeiro político indiano a interagir virtualmente com a população através de suas atividades no Google Hangouts em agosto de 2012.
Tem sido colocado pela mídia como um líder controverso, polarizador e divisionista. Entretanto, o economista britânico Jim O'Neill, criador da sigla "BRIC", o descreveu como "bom em economia" e como tendo as características de que "a Índia necessitava desesperadamente em um líder". Em agosto de 2013, o analista financeiro Chris Wood, estrategista-chefe do CLSA, afirmou que a eleição de Modi como Primeiro-ministro era "a maior esperança para o mercado indiano".